# Deutsche Gesellschaft für Mühlenkunde und Mühlenerhaltung
Die Deutsche Gesellschaft für Mühlenkunde und Mühlenerhaltung e. V., kurz DGM, ist die Dachorganisation für Mühlenkunde in Deutschland. Die Gesellschaft, der als Mitglieder die DGM-Landesverbände sowie örtliche Mühlenvereine und Mühlenfreunde angehören, wurde am 24. Oktober 1987 in Minden (Ostwestfalen) als eingetragener Verein gegründet und hat ihren Sitz in Petershagen-Frille bei Minden.

## Ziele
Initiator der Gründung war Wilhelm Brepohl. Zu ihren vorrangigen Zielen und Aufgaben gehören gemäß Satzung die Erhaltung von Wind- und Wassermühlen sowie die Erforschung der Entwicklung des Mühlenwesens. Die DGM ist bestrebt, die Bedeutung von Mühlen als technische Kulturdenkmäler deutlich zu machen, ihre Geschichte einer breiteren Öffentlichkeit zu vermitteln und sich für eine fachgerechte Erhaltung und Nutzung historischer Mühlen als Zeugen der Technikgeschichte einzusetzen.

## Deutscher Mühlentag
Die DGM veranstaltet seit 1994 jedes Jahr am Pfingstmontag den Deutschen Mühlentag (DMT). Dabei sind bundesweit über 1000 teilnehmende Wind- und Wassermühlen für Besichtigungen geöffnet.
Der Deutsche Mühlentag erwuchs aus dem Niedersächsischen Mühlentag und dem Kreismühlentag der Westfälischen Mühlenstraße.

## Periodikum
Das seit 1985 für Niedersachsen und Bremen und seit 1988 bundesweit herausgegebene Periodikum Der Mühlstein ist die offizielle Mitgliederzeitschrift der DGM. Es erscheint vier Mal im Jahr.

## Landesverbände

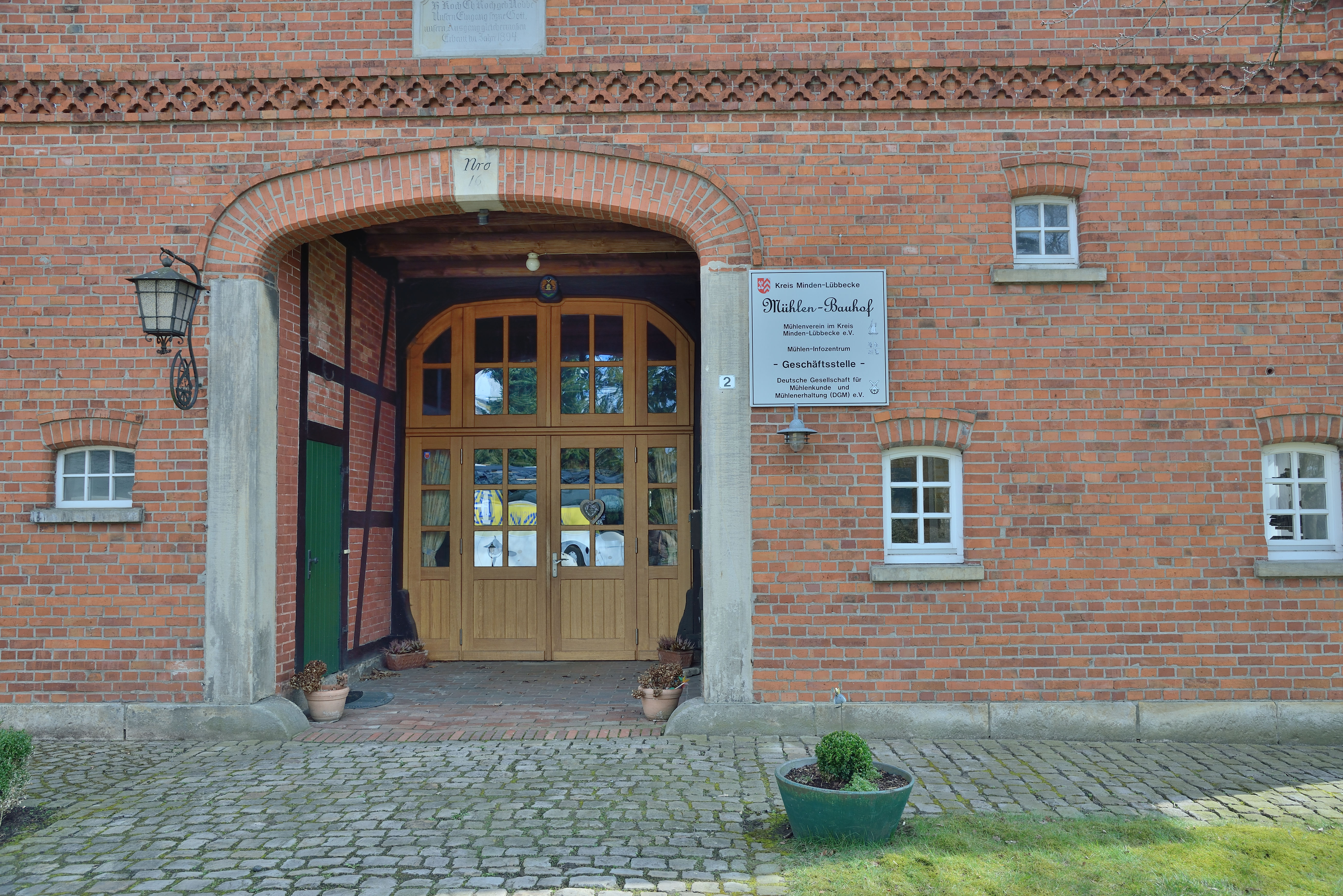
Mühlenbauhof Mühlenverein im Kreis Minden-Lübbecke in Frille

Der DGM gehören die folgenden Landesverbände und regionalen Vereine an:
- Schleswig-Holstein /  Hamburg: Verein zur Erhaltung der Wind- und Wassermühlen in Schleswig-Holstein und Hamburg[3]
- Mecklenburg-Vorpommern: Mühlenverein Mecklenburg-Vorpommern[4]
- Niedersachsen /  Bremen: Mühlenvereinigung Niedersachsen-Bremen[5]
- Sachsen-Anhalt: Arbeitskreis Mühlen Sachsen-Anhalt
- Berlin /  Brandenburg: Mühlenvereinigung Berlin-Brandenburg e. V.
- Nordrhein-Westfalen:
  - Westfälisch-Lippische Mühlenvereinigung
    - Mühlenverein im Kreis Minden-Lübbecke

  - Rheinischer Mühlenverband
    - Mühlenverband Rhein-Erft-Rur
- Hessen: Hessischer Landesverein zur Erhaltung und Nutzung von Mühlen
- Thüringen: Thüringer Landesverein für Mühlenerhaltung und Mühlenkunde
- Sachsen: Sächsischer Mühlenverein
- Rheinland-Pfalz /  Saarland: DGM-Landesverband Rheinland-Pfalz und Saarland
- Bayern: Bayerischer Landesverband für Mühlenkunde und Mühlenerhaltung
- Baden-Württemberg: DGM-Landesverband Baden-Württemberg